# Lutz H. Peper
Lutz H. Peper (* 24. Oktober 1953 in Bremen) ist ein deutscher Kaufmann, Unternehmer und ehemaliger Politiker (AFB). Zurzeit ist er der für Bremen und Niedersachsen zuständige Honorarkonsul Lettlands. Er war von 1995 bis 1999 Mitglied der Bremischen Bürgerschaft und von 2007 bis 2009 Präses der Handelskammer Bremen.

## Biografie

### Ausbildung und Beruf
Lutz H. Peper ist der Enkel des Holzhändlers Heinrich Peper aus Quelkhorn. Nach dem Abitur (1972) und dem Wehrdienst  absolvierte er bis 1976 eine Ausbildung als Industriekaufmann bei der Siemens AG. Von 1976 bis 1979 war er als Holzkaufmann bei der Heinrich Peper Holzhandlung KG in Bremen tätig. Von 1980 bis 1986 war er Leiter vom Verkauf Innendienst und stellvertretender Niederlassungsleiter bei der Bremer Niederlassung der Still GmbH.
1986 übernahm er als geschäftsführender Gesellschafter zusammen mit Hermann Richter das 1962 von Heinz-Georg Willenbrock gegründete Bremer Unternehmen Willenbrock Fördertechnik. Seit 2001 war Peper Mehrheitsgesellschafter des Unternehmens, außerdem war er bis zum 31. Dezember 2013 geschäftsführender Mehrheitsgesellschafter der Muttergesellschaft Willenbrock Fördertechnik Holding GmbH.
Anfang 2013 gründete Peper gemeinsam mit seinen Söhnen Christoph und Matthias die Unternehmensgruppe Peper & Söhne mit Sitz in Bremen, die als Family-Office und Projektentwickler für Logistikimmobilien tätig ist.
Peper ist geschieden und Vater von zwei Kindern.

### Politik
Peper schloss sich der Anfang 1995 der Wählergemeinschaft Arbeit für Bremen und Bremerhaven (AFB) an, die im Januar 1995 von dem Sparkassendirektor Friedrich Rebers, dem früheren Bremer SPD-Wirtschaftssenator Werner Lenz und anderen gegründet worden war und die bis 2002 bestand. Bei der Bürgerschaftswahl in Bremen 1995 erreichte die AFB für die 14. Wahlperiode 10,7  % der Stimmen und 12 Abgeordnetenmandate. Peper war von 1995 bis 1998 Mitglied der Bremischen Bürgerschaft. 
2009 nahm Peper – nominiert von der CDU – an der 13. Bundesversammlung zur Wahl des Bundespräsidenten in Berlin teil.

### Weitere Mitgliedschaften
Peper engagiert sich ehrenamtlich in verschiedenen Gremien und Ämtern für Bremen und die bremische Wirtschaft. So ist er seit 1991 Handelsrichter am Landgericht Bremen. Seit Mitte der 1990er-Jahre war er langjährig im Verwaltungsrat der Die Sparkasse Bremen AG tätig.
Seit 1995 gehörte Peper dem Plenum der Handelskammer Bremen an, seit Januar 2004 ist er Mitglied des Präsidiums. Er war jeweils langjährig Mitglied im Mittelstandsausschuss und im Juniorenkreis der Handelskammer. Als Nachfolger von Patrick Wendisch wurde Peper von 2007 bis 2010 zum Präses der Handelskammer Bremen gewählt. Nachfolger im Präsidentenamt wurde Otto Lamotte. Seit dem Jahr 2000 engagiert er sich im Rotary Club Bremen-Hansa.
2005 wurde Peper als kaufmännisches Mitglied in die Stiftung Haus Seefahrt aufgenommen und richtete 2007 als einer der drei verantwortlichen Schaffer die 463. Schaffermahlzeit 2007 aus; ein von Haus Seefahrt seit 1545 in Bremen veranstaltetes Brudermahl.